# طارق سلیمان
طارق سلیمان (انگلیسی: Tarek Soliman؛ زادهٔ ۲۴ ژانویهٔ ۱۹۶۲) بازیکن سابق و مربی فوتبال اهل مصر است.
از باشگاه‌هایی که در آن بازی کرده‌است می‌توان به باشگاه فوتبال المصری اشاره کرد. وی عضو تیم ملی فوتبال مصر در جام جهانی فوتبال ۱۹۹۰ بوده است.